# چینی‌بال
سینوپتروس (نام علمی: Sinopterus) نام یک سرده از زیرراسته بال‌انگشتی‌سانان است.